# این (والرفانگن)
این (به آلمانی: Ihn) یک منطقهٔ مسکونی در آلمان است که در والرفانگن واقع شده‌است. این ۴۶۵ نفر جمعیت دارد.